# Architettura medievale

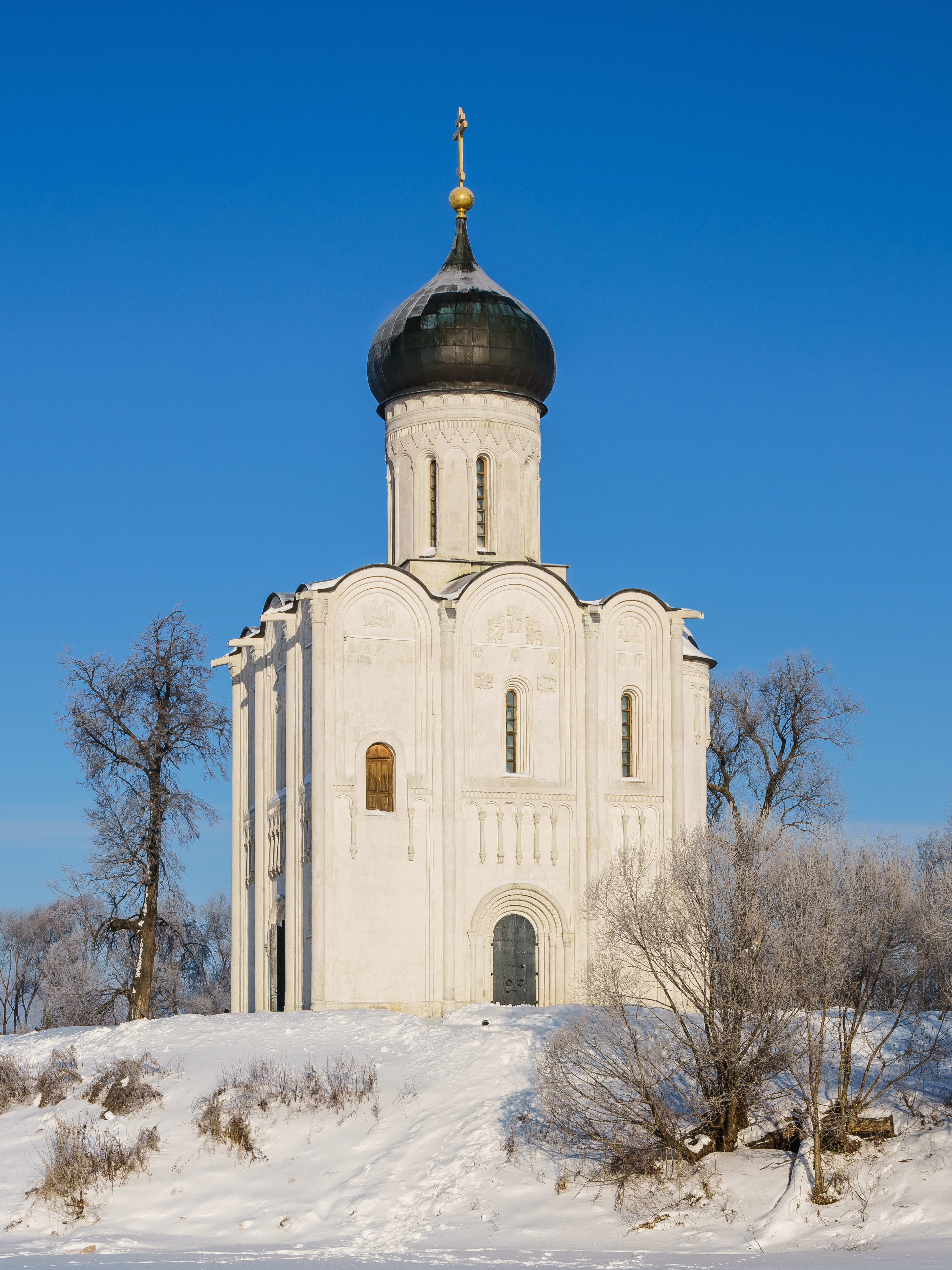
Chiesa dell'Intercessione sul Nerl' (1165), un esempio archetipico di antica architettura russa.

Architettura medievale è un termine usato per rappresentare varie forme di architettura popolare nel Medioevo.

## Architettura secolare e religiosa
La pianta a croce latina, comune nell'architettura medievale ecclesiastica, prende la basilica romana come suo primo modello con successivi sviluppi. Essa consiste in una navata, transetti, e l'altare che sta all'estremità est. Ancora, le cattedrali influenzate o commissionate da Giustiniano I impiegavano lo stile bizantino di cupole e croce greca (che assomiglia al simbolo del "+"), focalizzando l'attenzione sull'altare al centro della chiesa.
Esempi sopravvissuti di architettura secolare medievale principalmente servivano per difesa. Castelli e mura fortificate fornivano i più evidenti esempi di architettura medievale non-religiosa. Le finestre acquistarono una forma a croce per propositi più decorativi: esse fornivano il luogo adatto per l'arciere, per sparare al sicuro agli invasori, dall'interno. Le mura merlate (parapetti) fornivano rifugi per gli arcieri sui tetti, per nascondervisi dietro quando non scagliavano frecce contro gli invasori.

## Stili
Il periodo medievale si può dividere in tre fasi distintive in campo architettonico.

### Preromanico

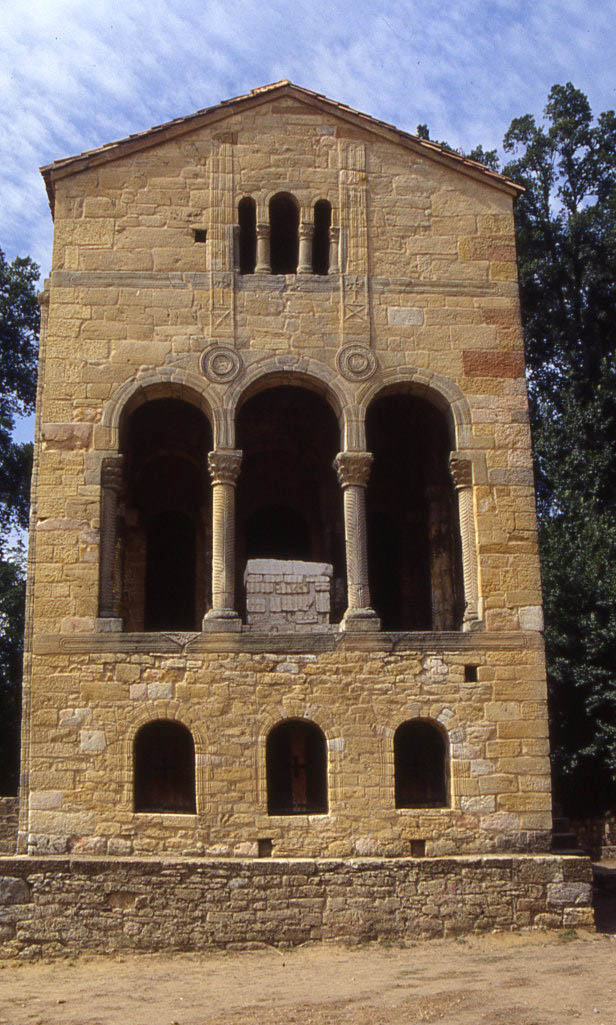
Architettura altomedievale secolare in stile preromanico spagnolo: il palazzo di Santa María del Naranco, c.850.

Sotto questo termine si tende ad inserire tutta l'architettura europea che dalle realizzazioni paleocristiane del tardo impero romano arriva alla rinascita del Romanico. Include quindi l'architettura Paleocristiana, Merovingia, Carolingia, Ottoniana, e Protoromanica. Anche se questi termini sono dibattuti e non accettati da tutti gli storici, hanno la qualità di fungere da utili suddivisioni per ben inserirci nell'epoca. Le considerazioni che entrano nella storia di ciascun periodo includono le tendenze classicheggianti e modernizzanti, gli elementi Italiani (strascichi di Roma) contro quelli del nord, gli effetti Spagnoli e arabi, e dell'impero Bizantino, e soprattutto gli effetti delle politiche di re, imperatori e papi...

### Romanico
Il Romanico, prevalente nell'Europa medievale del periodo che va dall'XI al XII secolo, è considerato il primo stile paneuropeo e se ne trovano esempi in ogni parte del continente. Il termine non è contemporaneo all'arte che descrive, ma è piuttosto un'invenzione della critica moderna basata sullo stile e i materiali usati dai Romani, da cui si supponeva prendessero un rinnovato modello. Molti tuttavia ritengono che sia una continuazione della linea bizantina. Caratteristiche tipiche di questo stile sono: archi rotondi o poco appuntiti, volte a botte, pilastri pesanti e spesso cruciformi a supporto delle volte, capitelli scolpiti non secondo gli ordini classici.

### Gotico
I primi vari elementi dell'architettura gotica apparvero in una serie di progetti ancora romanici tra l'XI e il XII secolo, particolarmente nell'area dell'Île de France, per questo erano inizialmente combinati in maniera tale da essere distintivamente gotici anche se non conclamatamente al primo sguardo come nella Basilica Cattedrale d Saint-Dénis del XII sec. a Saint-Denis, nella banlieu di Parigi. Lo stile, gotico è caratterizzato da una verticalità accentuata, con strutture in pietra quasi ridotte allo scheletro e ampie superfici a vetrate (tendenza questa che andrà aumentando con l'andare dei secoli fino al gotico radiante), pareti sottili supportate, esternamente da contrafforti, archi a sesto acuto, guglie e pinnacoli, volte a vela, colonne raggruppate. Le grandi finestre sono a vetrate colorate con storie della Bibbia e delle vite dei santi e dei re.